# ناحیه کیش‌کون‌مایشا
ناحیهٔ کیش‌کون‌مایشا (به مجاری: Kiskunmajsai járás) یک ناحیه در مجارستان است که در باچ-کیش‌کون واقع شده‌است. ناحیهٔ کیش‌کون‌مایشا ۴۸۵٫۱۳ کیلومتر مربع مساحت و ۱۸٬۹۰۸ نفر جمعیت دارد.